# Владо Чапльїч
Владо Чапльїч (босн. Vlado Čapljić, нар. 22 березня 1962) — югославський футболіст, що грав на позиції захисника. По завершенні ігрової кар'єри — боснійський тренер.
Виступав, зокрема, за «Партизан», з яким став дворазовим чемпіоном Югославії, а також національну збірну Югославії. На Олімпійських іграх у Лос-Анджелесі 1984 року він з командою виграв бронзову медаль.

## Клубна кар'єра
У дорослому футболі дебютував 1979 року виступами за команду «Желєзнічар», в якій провів шість сезонів, взявши участь у 80 матчах чемпіонату. З ними він дійшов до півфіналу Кубка УЄФА 1984/85.
Протягом 1985—1987 років захищав кольори столичного «Партизана». У 1986 і 1987 роках вигравав з ним чемпіонат Югославії. У третьому сезоні втратив місце в основі белградців і у січні 1988 року перейшов у «Динамо» (Загреб). Відіграв за «динамівців» наступні два з половиною сезони своєї ігрової кар'єри. У 1990 році став з ними віце-чемпіоном Югославії.
Протягом 1990—1992 років знову захищав кольори клубу «Желєзнічар». А після того як навесні 1992 року почалась облога Сараєва і команда припинила виступи в чемпіонаті Югославії, Чапльїч втік до Португалії де став виступати за нижчолігову команду «Ешпозенде», за яку виступав протягом 1992—1994 років, після чого завершив кар'єру.

## Виступи за збірні
У складі юнацької збірної Югославії (U-20) був учасником молодіжного чемпіонату світу 1979 року в Японії, де зіграв у всіх трьох матчах, але югослави не вийшли з групи.
Згодом з молодіжною командою дійшов до півфіналу молодіжного чемпіонату Європи 1984 року. Того ж року він брав участь у футбольному турнірі літніх Олімпійських іграх 1984 року у США з олімпійською збірною, здобувши бронзові нагороди. Він провів три матчі на Олімпійському турнірі проти Канади, Іраку та Італії.
31 березня 1984 року дебютував в офіційних матчах у складі національної збірної Югославії в товариській грі проти Угорщини (2:1). Свій останній матч він зіграв 28 вересня 1985 року проти Східної Німеччини (1:2), в рамках відбору на чемпіонат світу 1986 року. Загалом протягом кар'єри в національній команді, яка тривала 1 рік, провів у її формі 4 матчі.

## Кар'єра тренера
Розпочав тренерську кар'єру очоливши тренерський штаб клубу «Раднички» (Обреновац).
Протягом тренерської кар'єри також очолював команди «Бежанія», «Срем» (Яково), «Тимочанин», «Раднички» (Крагуєваць), «Славія» (Сараєво), «Рудар» (Прієдор), «Доні Срем», «Мачва» та «Желєзнічар».
Наразі останнім місцем тренерської роботи був клуб «Раднички» (Крагуєваць), головним тренером команди якого Владо Чапльїч був протягом 2017 року.

## Титули і досягнення

### Як гравця
- Чемпіон Югославії (2):

«Партизан»: 1985/86, 1986/87